# Arthur Slenk
Arthur Slenk (Amsterdam, 1941) is een Nederlandse kunstenaar die zich uitsluitend richt op collages en assemblages. Hij werkt voornamelijk met papier, maar maakt soms ook gebruik van voorwerpen.
Slenk volgde een opleiding voor tekenleraar aan de Kunstnijverheidsschool in Amsterdam. In 1968 kreeg hij de Willink van Collenprijs.
Zijn omvangrijkste werk is een serie van ruim 140 collages van muziekpartituur uit de jaren 1872 tot 1941. Deze partituur lag in dozen op straat en bleek afkomstig van een amateurorkest. Slenk heeft zeven jaar gewerkt aan het maken van de collages en in 2006 werden deze in boekvorm uitgegeven, met een inleiding door H.J.A. Hofland.

## Tentoonstellingen
- De Beyerd Breda (2006)
- Coda Apeldoorn
- Casa de Cerca Lissabon (2007)
- Stedelijk museum Kampen, overzichtstentoonstelling (2023)
- Verbeke Foundation Kemzeke, Vensters hommage aan de collage (2023)